# Дір Ігор Юрійович
І́гор Ю́рійович Дір (нар. 11 серпня 1971, Тбілісі, Грузія) — український дипломат. Надзвичайний та Повноважний Посол України.

## Біографія
Народився 11 серпня 1971 року в місті Тбілісі, Грузія. Закінчив Московський державний інститут міжнародних відносин (1995), факультет міжнародного права, юрист-міжнародник, кандидат юридичних наук (2010). Володіння іноземними мовами: англійська, арабська, словацька та російська.
З 1995 по 1998 — аташе, третій, другий, перший секретар відділу міжнародно-правових питань багатостороннього співробітництва Договірно-правового управління Міністерства закордонних справ України.
З 1998 по 2002 — перший секретар (завідувач консульського відділу) Посольства України у Великій Британії, заступник Постійного представника України при Міжнародній морській організації.
З 2002 по 2004 — заступник начальника, начальник Консульського управління Департаменту консульської служби Міністерства закордонних справ України.
З 2004 по 2007 — виконувач обов'язків директора департаменту Європейського Союзу Міністерства закордонних справ України, керівник робочої групи з питань зовнішньої політики та безпеки між Україною та Європейським Союзом.
З 2007 по 2008 — керівник Головної служби зовнішньої політики Секретаріату Президента України
З 28.02.2008 — 22.03.2014 — Надзвичайний та Повноважний Посол України в Швейцарії.
З 02.04.2009 — 22.03.2014 — Надзвичайний та Повноважний Посол України в Князівстві Ліхтенштейн за сумісництвом.
З 09.2015 — доцент кафедри міжнародної політики Ужгородського національного університету

## Нагороди
- Орден «За заслуги» ІІІ ступеня за вагомий особистий внесок у державне будівництво, багаторічну сумлінну працю та високий професіоналізм. Указ Президента України від 24 грудня 2007 року № 1252
- Почесне завання «Заслужений юрист України» (2016 р.)